# Ualabi rupestre de Burbidge
El ualabi rupestre de Burbidge (Petrogale burbidgei) és l'espècie més petita de ualabi rupestre d'Austràlia. Viu en àrees de la regió de Kimberley d'Austràlia Occidental i en algunes illes de l'arxipèlag Bonaparte.